# هارولد بيرسيفال نورتن
هارولد بيرسيفال نورتن (بالإنجليزية: Harold Percival Norton)‏ هو ضابط أمريكي، ولد في 4 نوفمبر 1855 في نيويورك في الولايات المتحدة، وتوفي في 11 فبراير 1933 في واشنطن العاصمة في الولايات المتحدة.